# Aglaia (nome)
Aglaia  è un nome proprio di persona italiano femminile.

## Varianti in altre lingue
- Francese: Aglaé[1], Aglaë[2]
- Greco antico: Ἀγλαΐα (Aglaìā)[1], Ἀγλαΐη (Aglaìē)[2]
- Latino: Aglaea[1][2], Aglea[2]
- Russo: Аглая (Aglaja)[1][2], Аглаий (Aglaii)[2]
- Tedesco: Aglaja[2]

## Origine e diffusione

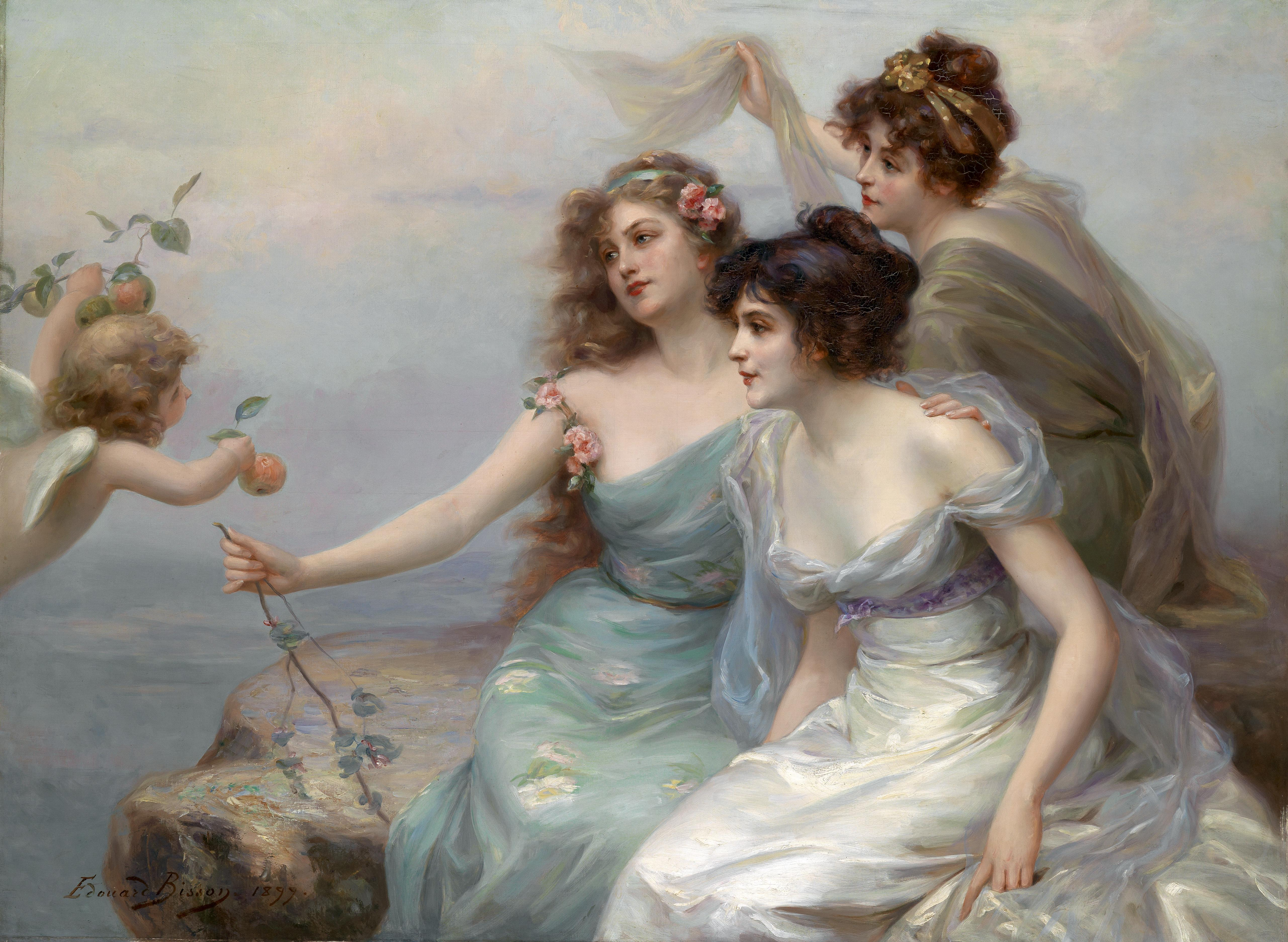
Le tre Grazie, di Édouard Bisson

Deriva dal greco antico ἀγλαΐα (aglaìā), che significa "splendore", "bellezza", da ἀγλαός (aglaòs, "splendido", "bello"); ha quindi lo stesso significato di diversi nomi, quali Aoife, Husni, Indira, Jamal e Shri; è inoltre etimologicamente correlato al nome Egle.
Aglaia è il nome di una delle tre Grazie della mitologia greca, dalla quale prende il nome 47 Aglaja, un asteroide della fascia principale.
È tipico dell'Italia settentrionale, in particolare del Veneto. In Italia, il nome Aglaia si diffuse a partire dalla fine degli anni '50, in seguito alla messa in onda dello sceneggiato L'idiota.

## Onomastico
Aglaia è un nome adespota in quanto non esistono sante così chiamate. L'onomastico si può quindi festeggiare il 1º novembre per la festa di Ognissanti. Alcune fonti lo indicano però (in Grecia) il giorno 19 dicembre, ma non è chiaro in memoria di quale santa.

## Persone
- Aglaia Pezzato, nuotatrice italiana
- Aglaia Szyszkowitz, attrice austriaca
- Nastassja Aglaia Nakszyński, vero nome di Nastassja Kinski, attrice e modella tedesca
- Aglaia Anassilide, pseudonimo arcadico usato dalla poetessa Angela Veronese

### Varianti
- Aglaja Brix, attrice e modella tedesca
- Aglaé de Polignac, figlia di Yolande de Polastron
- Aglaja Veteranyi, scrittrice rumena naturalizzata svizzera

## Il nome nelle arti
- Aglaia è un personaggio dei romanzi della serie Bacci Pagano cerca giustizia, scritti da Bruno Morchio.
- Aglaia è un personaggio del libro La casa sull'albero, scritto da Bianca Pitzorno.
- Aglaé è un personaggio del film del 1985 Amour braque - Amore balordo, diretto da Andrzej Żuławski.
- Aglaja Ivanova è un personaggio dell'opera di Luciano Chailly L'idiota.
- Aglaja Ivanovna Epančina è un personaggio del romanzo di Fëdor Michajlovič Dostoevskij L'idiota.
- Aglaja (Ivanovna Epancina) è il nom de plume della vignettista dei lanternini pubblicati sull'Unità online da Enzo Costa.